# Lista över avsnitt av Star Wars: The Clone Wars
Detta är en lista över avsnitt av Star Wars: The Clone Wars. Serien inleddes med filmen Star Wars: The Clone Wars som hade biopremiär 15 augusti 2008, filmen var ursprungligen tänkt som pilotavsnitt. TV-serien hade amerikansk premiär 3 oktober 2008. Serien visas på Cartoon Network.

## Säsongsöversikt
| Säsong | Säsong | Avsnitt | Avsnitt | Originalvisning       | Originalvisning      | Originalvisning |
| Säsong | Säsong | Avsnitt | Avsnitt | Första sändningsdatum | Sista sändningsdatum | Originalkanal   |
| ------ | ------ | ------- | ------- | --------------------- | -------------------- | --------------- |
|        | Film   | Film    | Film    | 15 augusti 2008       | 15 augusti 2008      | N/A             |
|        | 1      | 22      | 22      | 3 oktober 2008        | 20 mars 2009         | Cartoon Network |
|        | 2      | 22      | 22      | 2 oktober 2009        | 30 april 2010        | Cartoon Network |
|        | 3      | 22      | 22      | 17 september 2010     | 1 april 2011         | Cartoon Network |
|        | 4      | 22      | 22      | 16 september 2011     | 16 mars 2012         | Cartoon Network |
|        | 5      | 20      | 20      | 29 september 2012     | 2 mars 2013          | Cartoon Network |
|        | 6      | 13      | 13      | 7 mars 2014           | 7 mars 2014          | Netflix         |

## Avsnitt

### Film (2008)
Star Wars: The Clone Wars hade biopremiär den 15 augusti i USA och 14 augusti i Sverige, och var det officiella pilotavsnittet till serien.
| Titel                     | Regissör    | Manus                                        | Premiär         | Prod. kod        |
| ------------------------- | ----------- | -------------------------------------------- | --------------- | ---------------- |
| Star Wars: The Clone Wars | Dave Filoni | Henry Gilroy, Steven Melching & Scott Murphy | 15 augusti 2008 | 1.011.031.041.18 |

### Säsong 1 (2008–09)
Säsong 1 hade premiär den 3 oktober 2008 och bestod av 22 avsnitt. Hela serien planeras att uppnå cirka 100 avsnitt. Den 26 september var det smygpremiär för serien. Serien började sändas på TV 400 den 4 januari.
| Nr i serien | Nr i säsongen | Titel                         | Regissör              | Manus                                       | Originalvisning (USA) | Originalvisning (Sverige) | Prod. kod | Tittarsiffror (miljoner) |
| --- | ------------- | ----------------------------- | --------------------- | ------------------------------------------- | --------------------- | ------------------------- | --------- | ------------------------ |
| 1 | 1             | "Ambush"                      | Dave Bullock          | Steven Melching                             | 3 oktober 2008        | 4 januari 2009            | 1.08      | 3.99                     |
| Jedimästare Yoda och tre klonsoldater (Jek, Thire, och Rys) måste ta sig an Greve Dookus fruktade lönnmördare Ventress och hennes massiva droidarmé för att bevisa att jediorden är starka nog att försvara en strategisk planet och få till stånd ett avtal åt Republiken. |               |                               |                       |                                             |                       |                           |           |                          |
| 2 | 2             | "Rising Malevolence"          | Dave Filoni           | Steven Melching                             | 3 oktober 2008        | 4 januari 2009            | 1.07      | 4.92                     |
| Efter en attack från ett nytt och kraftfullt Separatistvapen, måste jedimästare Plo Koon och hans klonsoldater kämpa för att överleva tills Anakin och Ahsoka hittar dem.                                                                                                   |               |                               |                       |                                             |                       |                           |           |                          |
| 3 | 3             | "Shadow of Malevolence"       | Brian Kalin O'Connell | Steven Melching                             | 10 oktober 2008       | 11 januari 2009           | 1.09      | 2.8                      |
| Med hjälp av sin lärling Ahsoka och jedimästare Plo Koon, använder sig Anakin den nya skeppsserien av Y-vinge för att leda ett modigt slag mot General Grievous krigsskepp, Malevolence och dess destruktiva vapen.                                                         |               |                               |                       |                                             |                       |                           |           |                          |
| 4 | 4             | "Destroy Malevolence"         | Brian Kalin O'Connell | Steven Melching                             | 17 oktober 2008       | 11 januari 2009           | 1.11      | N/A                      |
| Padmé Amidala och C-3PO har blivit tillfånga tagna av Grievous. Nu måste Anakin och Obi-Wan rädda senatorn och slutföra planerna att förstöra Malevolence. |               |                               |                       |                                             |                       |                           |           |                          |
| 5 | 5             | "Rookies"                     | Justin Ridge          | Steven Melching                             | 24 oktober 2008       | 18 januari 2009           | 1.14      | N/A                      |
| Ensamma på en avlägsen utpost, måste klonofficerarna Rex och Cody och Hevey Eceho och femman inspirera deras nyinryckta enhet att tro på sig själva för att stoppa en droidkommandostyrka från att invadera.                                                                |               |                               |                       |                                             |                       |                           |           |                          |
| 6 | 6             | "Downfall of a Droid"         | Rob Coleman           | George Krstic                               | 7 november 2008       | 18 januari 2009           | 1.02      | N/A                      |
| R2-D2 försvinner i en tuff rymdstrid och Anakin måste hitta honom innan Separatisterna upptäcker de hemliga militärplanerna som finns lagrade i hans minne. |               |                               |                       |                                             |                       |                           |           |                          |
| 7 | 7             | "Duel of the Droids"          | Rob Coleman           | Kevin Campbell & Henry Gilroy               | 14 november 2008      | 25 januari 2009           | 1.06      | N/A                      |
| Anakin, Ahsoka och ersättningsdroiden R3-S6 ger sig iväg på ett dubbelt räddnings/sabotage-uppdrag när de upptäcker att R2-D2 hålls fången vid General Grievous hemliga avlyssningsutpost.                                                                                  |               |                               |                       |                                             |                       |                           |           |                          |
| 8 | 8             | "Bombad Jedi"                 | Jesse Yeh             | Kevin Rubio, Steven Melching & Henry Gilroy | 21 november 2008      | 25 januari 2009           | 1.05      | 2.77                     |
| Är Jar Jar Binks en jediriddare? Det tror i alla fall Separatisterna när den ofrivilligt komiske men heroiske gunganen och C-3PO slåss för att rädda Padmé Amidala från döden i händerna på den onde Nute Gunray. Ahmed Best gästskådespelar.                               |               |                               |                       |                                             |                       |                           |           |                          |
| 9 | 9             | "Cloak of Darkness"           | Dave Filoni           | Paul Dini                                   | 5 december 2008       | 1 februari 2009           | 1.10      | 1.95                     |
| Ahsoka och jedimästare Luminara unduli eskorterar den tillfångatagne Nute Gunray till sin rättegång, ovetandes att Dooku har skickat sin lärling/lönnmördare Asajj Ventress för att frita Gunray och eliminera jediriddarna.                                                |               |                               |                       |                                             |                       |                           |           |                          |
| 10 | 10            | "Lair of Grievous"            | Atsushi Takeuchi      | Henry Gilroy                                | 12 december 2008      | 1 februari 2009           | 1.12      | 2.14                     |
| General Grievous måste visa sig värdig Separatist när Dooku lurar jedimästare Kit Fisto och hans gamle lärling, Nahdar Vebb till Grievous skurkaktiga tillhåll. |               |                               |                       |                                             |                       |                           |           |                          |
| 11 | 11            | "Dooku Captured"              | Jesse Yeh             | Julie Siege                                 | 2 januari 2009        | 15 februari 2009          | 1.16      | N/A                      |
| Under deras försök att ta Dooku som gisslan, upptäcker Anakin och Obi-Wan att sithlorden redan blivit tillfångatagen av rymdpirater. Jim Cummings gästskådespelar. |               |                               |                       |                                             |                       |                           |           |                          |
| 12 | 12            | "The Gungan General"          | Justin Ridge          | Julie Siege                                 | 9 januari 2009        | 22 februari 2009          | 1.20      | 2.31                     |
| Samtidigt som de förhandlar om Dookus lösesumma, blir Anakin och Obi-Wan tillfångatagna. Jediriddarna och sithlorden formar en ovanlig allians för att kunna fly från piraterna, med Jar Jar Binks som deras enda hopp att lyckas. Jim Cummings gästskådespelar.            |               |                               |                       |                                             |                       |                           |           |                          |
| 13 | 13            | "Jedi Crash"                  | Rob Coleman           | Katie Lucas                                 | 16 januari 2009       | 1 mars 2009               | 1.22      | 2.35                     |
| När Anakin blir allvarligt skadad i en strid, måste jedigeneral Aayla Secura lära Ahsoka jedifilosofin att inte hysa personliga känslor - medan de nödlandar på en fientlig planet sökandes efter läkarhjälp åt Anakin.                                                     |               |                               |                       |                                             |                       |                           |           |                          |
| 14 | 14            | "Defenders of Peace"          | Steward Lee           | Bill Canterbury                             | 23 januari 2009       | 8 mars 2009               | 1.24      | 2.17                     |
| Medan de slåss mot ett nytt Separatistvapen, måste det pacifistiska Lurmenfolket bestämma sig om de ska huka sig för Separatisterna eller slåss mot dem tillsammans med Anakin, Ahsoka och Aayla Secura. George Takei gästskådespelar.                                      |               |                               |                       |                                             |                       |                           |           |                          |
| 15 | 15            | "Trespass"                    | Brian Kalin O'Connell | Steven Melching                             | 30 januari 2009       | 15 mars 2009              | 1.25      | 2.62                     |
| Samtidigt som de undersöker en säkerhetsstyrkas försvinnande, hamnar Anakin och Obi-Wan mitt i en eskalerande konflikt mellan de lurviga invånarna på en isplanet och de giriga representanterna från en närbelägen måne.                                                   |               |                               |                       |                                             |                       |                           |           |                          |
| 16 | 16            | "Hidden Enemy"                | Steward Lee           | Drew Z. Greenberg                           | 6 februari 2009       | 22 mars 2009              | 2.01      | 2.51                     |
| Anakin och Obi-Wan upptäcker bevis som pekar på att det finns en förrädare i deras egna styrkor. Samtidigt försöker de leda republikens styrkor att befria planeten Christophsis från en attack från Separatisterna.                                                        |               |                               |                       |                                             |                       |                           |           |                          |
| 17 | 17            | "Blue Shadow Virus"           | Giancarlo Volpe       | Craig Titley                                | 13 februari 2009      | 29 mars 2009              | 1.26      | 2.94                     |
| Padmé och Jar Jar tillfånga tas när de söker efter ett hemligt labb för tillverkning av biologiska vapen. Nu måste Anakin, Obi-Wan och Ahsoka försöka rädda deras vänner och stoppa utsläppet av det dödliga viruset.                                                       |               |                               |                       |                                             |                       |                           |           |                          |
| 18 | 18            | "Mystery of a Thousand Moons" | Jesse Yeh             | Brian Larsen                                | 13 februari 2009      | 12 april 2009             | 1.08      | 2.11                     |
| Det dödliga "Blue Shadow" viruset är fortfarande löst och har infekterat Ahsoka, Padmé, och flera klonsoldater. Anakin och Obi-Wan har bara 48 timmar på sig att hitta motgiftet på Iego, en mystisk planet inga besökare har återvänt från.                                |               |                               |                       |                                             |                       |                           |           |                          |
| 19 | 19            | "Storm over Ryloth"           | Brian Kalin O'Connell | George Krstic & Scott Murphy & Henry Gilroy | 27 februari 2009      | 12 april 2009             | 2.02      | 2.37                     |
| Ahsoka trotsar Anakins order och förlorar större delen av sin skvadron – vilket får Anakin att ge sin lärling en lektion i respekt för överordnade, samt chans till upprättelse.                                                                                            |               |                               |                       |                                             |                       |                           |           |                          |
| 20 | 20            | "Innocents of Ryloth"         | Justin Ridge          | Randy Stradley & Henry Gilroy               | 6 mars 2009           | 12 april 2009             | 1.17      | 2.49                     |
| För att kunna sabotera ett kraftfullt Separatistvapen, beger sig Obi-Wan och en liten styrka med klonsoldater till en ockuperad stad, där de upptäcker att invånarna används som levande sköldar.                                                                           |               |                               |                       |                                             |                       |                           |           |                          |
| 21 | 21            | "Liberty on Ryloth"           | Rob Coleman           | Henry Gilroy                                | 13 mars 2009          | 3 maj 2009                | 1.19      | 3.01                     |
| Mace Windu måste övertyga Twi'lek frihetskämpen Cham Syndulla att hjälpa honom att rädda huvudstaden och planeten från droidernas förödelse. |               |                               |                       |                                             |                       |                           |           |                          |
| 22 | 22            | "Hostage Crisis"              | Giancarlo Volpe       | Eoghan Mahony                               | 20 mars 2009          | 10 maj 2009               | 2.04      | 3.29                     |
| För att befria skurken Ziro the Hutt, tar prisjägare över kontrollen av senatbyggnaden och tar senatorerna som gisslan, helt ovetande om att Anakin Skywalker fortfarande är kvar i byggnaden.                                                                              |               |                               |                       |                                             |                       |                           |           |                          |

### Säsong 2 (2009–10)
| Nr i serien | Nr i säsongen | Titel                          | Regissör               | Manus                           | Originalvisning (USA) | Originalvisning (Sverige) | Prod. kod | Tittarsiffror (miljoner) |
| --- | ------------- | ------------------------------ | ---------------------- | ------------------------------- | --------------------- | ------------------------- | --------- | ------------------------ |
| 23 | 1             | "Holocron Heist"               | Justin Ridge           | Paul Dini                       | 2 oktober 2009        | 27 februari 2010          | 1.23      | 2.58                     |
| Prisjägaren Cad Bane infiltrerar Jeditemplet och försöker stjäla ordens mest skyddade hemlighet. Anakin och Ahsoka måste nu stoppa Bane innan han kan använda hemligheten för att ta kål på Jediorden för evigt. |               |                                |                        |                                 |                       |                           |           |                          |
| 24 | 2             | "Cargo of Doom"                | Rob Coleman            | George Krstic                   | 2 oktober 2009        |                           | 1.13      | 2.58                     |
| Anakin och Ahsoka förföljer Cad Banes krigsskepp, i hopp om att återta den stulna Jedi-holocronen, men underskattar prisjägarens taktiska förmåga.                                                               |               |                                |                        |                                 |                       |                           |           |                          |
| 25 | 3             | "Children of the Force"        | Brian Kalin O'Connell  | Henry Gilroy & Wendy Meracle    | 9 oktober 2009        |                           | 2.03      | 2.8                      |
| Darth Sidious har en ny plan: att kidnappa barn begåvade med jedi-kraften från galaxens alla hörn och föra dem till Mustafar för att göra dem till hans lojala agenter.                                          |               |                                |                        |                                 |                       |                           |           |                          |
| 26 | 4             | "Senate Spy"                   | Steward Lee            | Melinda Hsu                     | 16 oktober 2009       |                           | 2.05      | N/A                      |
| På begäran av Jedirådet undersöker Padmé en Separatistkonspiration i senaten rörande en av hennes gamla romanser, vilket gör Anakin svartsjuk.                                                                   |               |                                |                        |                                 |                       |                           |           |                          |
| 27 | 5             | "Landing at Point Rain"        | Brian Kalin O'Connell  | Brian Larsen                    | 6 november 2009       |                           | 2.07      | N/A                      |
| Obi-Wan anfaller de nya droidfabrikerna på Geonosis. |               |                                |                        |                                 |                       |                           |           |                          |
| 28 | 6             | "Weapons Factory"              | Giancarlo Volpe        | Brian Larsen                    | 13 november 2009      |                           | 2.08      | N/A                      |
| 29 | 7             | "Legacy of Terror"             | Steward Lee            | Eoghan Mahony                   | 20 november 2009      |                           | 2.09      | N/A                      |
| 30 | 8             | "Brain Invaders"               | Steward Lee            | Andrew Kreisberg                | 4 december 2009       |                           | 2.12      | N/A                      |
| 31 | 9             | "Grievous Intrigue"            | Giancarlo Volpe        | Ben Edlund                      | 1 januari 2010        |                           | 2.14      | N/A                      |
| 32 | 10            | "The Deserter"                 | Robert Dalva           | Carl Ellsworth                  | 1 januari 2010        |                           | 2.06      | N/A                      |
| 33 | 11            | "Lightsaber Lost"              | Giancarlo Volpe        | Drew Z. Greenberg               | 22 januari 2010       |                           | 2.11      | N/A                      |
| 34 | 12            | "The Mandalore Plot"           | Kyle Dunlevy           | Melinda Hsu                     | 29 januari 2010       |                           | 2.13      | N/A                      |
| 35 | 13            | "Voyage of Temptation"         | Brian Kalin O' Connell | Paul Dini                       | 5 februari 2010       |                           | 1.21      | N/A                      |
| 36 | 14            | "Duchess of Mandalore"         | Brian Kalin O' Connell | Drew Z. Greenberg               | 12 februari 2010      |                           | 2.16      | N/A                      |
| 37 | 15            | "Senate Murders"               | Brian Kalin O' Connell | Drew Z. Greenberg               | 12 mars 2010          |                           | 2.10      | N/A                      |
| 38 | 16            | "Cat and Mouse"                | Kyle Dunlevy           | Brian Larsen                    | 20 mars 2010          |                           | 2.17      | 2.02                     |
| 39 | 17            | "Bounty Hunters"               | Steward Lee            | Carl Ellsworth                  | 27 mars 2010          |                           | 2.19      | N/A                      |
| 40 | 18            | "The Zillo Beast"              | Giancarlo Volpe        | Craig Titley                    | 3 april 2010          |                           | 2.22      | N/A                      |
| 41 | 19            | "The Zillo Beast Strikes Back" | Steward Lee            | Steven Melching                 | 10 april 2010         |                           | 2.23      | N/A                      |
| 42 | 20            | "Death Trap"                   | Steward Lee            | Doug Petrie                     | 17 april 2010         |                           | 2.15      | 2.85                     |
| 43 | 21            | "R2 Come Home"                 | Giancarlo Volpe        | Eoghan Mahony                   | 24 april 2010         |                           | 2.18      | 2.76                     |
| 44 | 22            | "Lethal Trackdown"             | Dave Filoni            | Dave Filoni & Drew Z. Greenberg | 30 april 2010         |                           | 2.20      | 2.76                     |

### Säsong 3 (2010–11)
| Nr i serien | Nr i säsongen | Titel                  | Regissör              | Manus                             | Originalvisning (USA) | Originalvisning (Sverige) | Prod. kod | Tittarsiffror (miljoner) |
| ----------- | ------------- | ---------------------- | --------------------- | --------------------------------- | --------------------- | ------------------------- | --------- | ------------------------ |
| 45          | 1             | "Clone Cadets"         | Dave Filoni           | Cameron Litvack                   | 17 september 2010     |                           | 3.01      | 2.42                     |
| 46          | 2             | "ARC Troopers"         | Kyle Dunlevy          | Cameron Litvack                   | 17 september 2010     |                           | 3.02      | 2.42                     |
| 47          | 3             | "Supply Lines"         | Brian Kalin O'Connell | Steven Melching & Eoghan Mahony   | 24 september 2010     |                           | 2.24      | 1.69                     |
| 48          | 4             | "Sphere of Influence"  | Kyle Dunlevy          | Katie Lucas & Steven Melching     | 1 oktober 2010        |                           | 2.25      | 1.88                     |
| 49          | 5             | "Corruption"           | Giancarlo Volpe       | Cameron Litvack                   | 8 oktober 2010        |                           | 3.04      | 1.78                     |
| 50          | 6             | "The Academy"          | Giancarlo Volpe       | Katie Lucas & Steven Melching     | 15 oktober 2010       |                           | 2.26      | 1.79                     |
| 51          | 7             | "Assassin"             | Kyle Dunlevy          | Katie Lucas                       | 22 oktober 2010       |                           | 2.21      | 1.85                     |
| 52          | 8             | "Evil Plans"           | Brian Kalin O'Connell | Steve Mitchell & Craig Van Sickle | 5 november 2010       |                           | 3.03      | 1.84                     |
| 53          | 9             | "Hunt for Ziro"        | Steward Lee           | Steve Mitchell & Craig Van Sickle | 12 november 2010      |                           | 3.05      | 1.76                     |
| 54          | 10            | "Heroes on Both Sides" | Kyle Dunlevy          | Daniel Arkin                      | 19 november 2010      |                           | 3.06      | 1.75                     |
| 55          | 11            | "Pursuit of Peace"     | Duwayne Dunham        | Daniel Arkin                      | 3 december 2010       |                           | 3.07      | 1.61                     |
| 56          | 12            | "Nightsisters"         | Giancarlo Volpe       | Katie Lucas                       | 7 januari 2011        |                           | 3.08      | 1.86                     |
| 57          | 13            | "Monster"              | Kyle Dunlevy          | Katie Lucas                       | 14 januari 2011       |                           | 3.10      | N/A                      |
| 58          | 14            | "Witches of the Mist"  | Giancarlo Volpe       | Katie Lucas                       | 21 januari 2011       |                           | 3.12      | 2.21                     |
| 59          | 15            | "Overlords"            | Steward Lee           | Christian Taylor                  | 28 januari 2011       |                           | 3.09      | 1.74                     |
| 60          | 16            | "Altar of Mortis"      | Brian Kalin O'Connell | Christian Taylor                  | 4 februari 2011       |                           | 3.11      | 2.29                     |
| 61          | 17            | "Ghosts of Mortis"     | Steward Lee           | Christian Taylor                  | 11 februari 2011      |                           | 3.13      | 2.24                     |
| 62          | 18            | "The Citadel"          | Kyle Dunlevy          | Matt Michnovetz                   | 18 februari 2011      |                           | 3.14      | 1.84                     |
| 63          | 19            | "Counter Attack"       | Brian Kalin O'Connell | Matt Michnovetz                   | 4 mars 2011           |                           | 3.15      | 1.87                     |
| 64          | 20            | "Citadel Rescue"       | Steward Lee           | Matt Michnovetz                   | 11 mars 2011          |                           | 3.17      | 1.55                     |
| 65          | 21            | "Padawan Lost"         | Dave Filoni           | Bonnie Mark                       | 1 april 2011          |                           | 3.16      | 2.31                     |
| 66          | 22            | "Wookiee Hunt"         | Dave Filoni           | Bonnie Mark                       | 1 april 2011          |                           | 3.18      | 2.31                     |

### Säsong 4 (2011–12)
| Nr i serien | Nr i säsongen | Titel                    | Regissör              | Manus                             | Originalvisning (USA) | Originalvisning (Sverige) | Prod. kod | Tittarsiffror (miljoner) |
| ----------- | ------------- | ------------------------ | --------------------- | --------------------------------- | --------------------- | ------------------------- | --------- | ------------------------ |
| 67          | 1             | "Water War"              | Duwayne Dunham        | Jose Molina                       | 16 september 2011     |                           | 3.22      | 1.93                     |
| 68          | 2             | "Gungan Attack"          | Brian Kalin O'Connell | Jose Molina                       | 16 september 2011     |                           | 3.23      | 1.93                     |
| 69          | 3             | "Prisoners"              | Danny Keller          | Jose Molina                       | 23 september 2011     |                           | 3.24      | 1.61                     |
| 70          | 4             | "Shadow Warrior"         | Brian Kalin O'Connell | Daniel Arkin                      | 30 september 2011     |                           | 3.19      | 1.56                     |
| 71          | 5             | "Mercy Mission"          | Danny Keller          | Bonnie Mark                       | 7 oktober 2011        |                           | 3.20      | 1.35                     |
| 72          | 6             | "Nomad Droids"           | Steward Lee           | Steve Mitchell & Craig Van Sickle | 14 oktober 2011       |                           | 3.21      | 1.67                     |
| 73          | 7             | "Darkness on Umbara"     | Steward Lee           | Matt Michnovetz                   | 28 oktober 2011       |                           | 3.25      | 1.78                     |
| 74          | 8             | "The General"            | Walter Murch          | Matt Michnovetz                   | 4 november 2011       |                           | 3.26      | 1.56                     |
| 75          | 9             | "Plan of Dissent"        | Kyle Dunlevy          | Matt Michnovetz                   | 11 november 2011      |                           | 4.01      | 1.80                     |
| 76          | 10            | "Carnage of Krell"       | Kyle Dunlevy          | Matt Michnovetz                   | 18 november 2011      |                           | 4.02      | 1.62                     |
| 77          | 11            | "Kidnapped"              | Kyle Dunlevy          | Henry Gilroy                      | 25 november 2011      |                           | 4.03      | 1.57                     |
| 78          | 12            | "Slaves of the Republic" | Brian Kalin O'Connell | Henry Gilroy                      | 2 december 2011       |                           | 4.04      | 1.37                     |
| 79          | 13            | "Escape from Kadavo"     | Danny Keller          | Henry Gilroy                      | 6 januari 2012        |                           | 4.05      | 1.39                     |
| 80          | 14            | "A Friend in Need"       | Dave Filoni           | Christian Taylor                  | 13 januari 2012       |                           | 4.06      | 1.51                     |
| 81          | 15            | "Deception"              | Kyle Dunlevy          | Brent Friedman                    | 20 januari 2012       |                           | 4.07      | 2.12                     |
| 82          | 16            | "Friends and Enemies"    | Bosco Ng              | Brent Friedman                    | 27 januari 2012       |                           | 4.08      | 1.62                     |
| 83          | 17            | "The Box"                | Brian Kalin O'Connel  | Brent Friedman                    | 3 februari 2012       |                           | 4.09      | 1.80                     |
| 84          | 18            | "Crisis on Naboo"        | Danny Keller          | Brent Friedman                    | 10 februari 2012      |                           | 4.10      | 1.86                     |
| 85          | 19            | "Massacre"               | Steward Lee           | Katie Lucas                       | 24 februari 2012      |                           | 4.11      | 1.46                     |
| 86          | 20            | "Bounty"                 | Kyle Dunlevy          | Katie Lucas                       | 2 mars 2012           |                           | 4.12      | 2.07                     |
| 87          | 21            | "Brothers"               | Bosco Ng              | Katie Lucas                       | 9 mars 2012           |                           | 4.13      | 1.99                     |
| 88          | 22            | "Revenge"                | Brian Kalin O'Connell | Katie Lucas                       | 16 mars 2012          |                           | 4.14      | 2.03                     |

### Säsong 5 (2012–13)
| Nr i serien | Nr i säsongen | Titel                        | Regissör              | Manus            | Originalvisning (USA) | Originalvisning (Sverige) | Prod. kod | Tittarsiffror (miljoner) |
| ----------- | ------------- | ---------------------------- | --------------------- | ---------------- | --------------------- | ------------------------- | --------- | ------------------------ |
| 89          | 1             | "Revival"                    | Steward Lee           | Chris Collins    | 29 september 2012     |                           | 4.26      | 1.94                     |
| 90          | 2             | "A War on Two Fronts"        | Dave Filoni           | Chris Collins    | 6 oktober 2012        |                           | 4.15      | 1.71                     |
| 91          | 3             | "Front Runners"              | Steward Lee           | Chris Collins    | 13 oktober 2012       |                           | 4.16      | 1.75                     |
| 92          | 4             | "The Soft War"               | Kyle Dunlevy          | Chris Collins    | 20 oktober 2012       |                           | 4.17      | 1.57                     |
| 93          | 5             | "Tipping Points"             | Bosco Ng              | Chris Collins    | 27 oktober 2012       |                           | 4.18      | 1.42                     |
| 94          | 6             | "The Gathering"              | Kyle Dunlevy          | Christian Taylor | 3 november 2012       |                           | 4.22      | 1.66                     |
| 95          | 7             | "A Test of Strength"         | Bosco Ng              | Christian Taylor | 10 november 2012      |                           | 4.23      | 1.74                     |
| 96          | 8             | "Bound for Rescue"           | Brian Kalin O'Connell | Christian Taylor | 17 november 2012      |                           | 4.24      | 1.96                     |
| 97          | 9             | "A Necessary Bond"           | Danny Keller          | Christian Taylor | 24 november 2012      |                           | 4.25      | 1.39                     |
| 98          | 10            | "Secret Weapons"             | Danny Keller          | Brent Friedman   | 1 december 2012       |                           | 5.04      | 1.46                     |
| 99          | 11            | "A Sunny Day in the Void"    | Kyle Dunlevy          | Brent Friedman   | 8 december 2012       |                           | 5.05      | 1.43                     |
| 100         | 12            | "Missing in Action"          | Steward Lee           | Brent Friedman   | 5 januari 2013        |                           | 5.06      | 1.74                     |
| 101         | 13            | "Point of No Return"         | Bosco Ng              | Brent Friedman   | 12 januari 2013       |                           | 5.07      | 1.47                     |
| 102         | 14            | "Eminence"                   | Kyle Dunlevy          | Chris Collins    | 19 januari 2013       |                           | 5.01      | 1.85                     |
| 103         | 15            | "Shades of Reason"           | Bosco Ng              | Chris Collins    | 26 januari 2013       |                           | 5.02      | 1.83                     |
| 104         | 16            | "The Lawless"                | Brian Kalin O'Connell | Chris Collins    | 2 februari 2013       |                           | 5.03      | 1.86                     |
| 105         | 17            | "Sabotage"                   | Brian Kalin O'Connell | Charles Murray   | 9 februari 2013       |                           | 5.08      | 2.02                     |
| 106         | 18            | "The Jedi Who Knew Too Much" | Danny Keller          | Charles Murray   | 16 februari 2013      |                           | 5.09      | 1.64                     |
| 107         | 19            | "To Catch a Jedi"            | Kyle Dunlevy          | Charles Murray   | 23 februari 2013      |                           | 5.10      | 2.06                     |
| 108         | 20            | "The Wrong Jedi"             | Dave Filoni           | Charles Murray   | 2 mars 2013           |                           | 5.11      | 2.18                     |

### Säsong 6 (2014)
| Nr i serien | Nr i säsongen | Titel                 | Regissör              | Manus               | Originalvisning (USA) | Originalvisning (Sverige) | Prod. kod |
| ----------- | ------------- | --------------------- | --------------------- | ------------------- | --------------------- | ------------------------- | --------- |
| 109         | 1             | "The Unknown"         | Bosco Ng              | Katie Lucas         | 15 februari 2014      |                           | 5.12      |
| 110         | 2             | "Conspiracy"          | Brian Kalin O'Connell | Katie Lucas         | 15 februari 2014      |                           | 5.13      |
| 111         | 3             | "Fugitive"            | Danny Keller          | Katie Lucas         | 15 februari 2014      |                           | 5.14      |
| 112         | 4             | "Orders"              | Kyle Dunlevy          | Katie Lucas         | 15 februari 2014      |                           | 5.15      |
| 113         | 5             | "An Old Friend"       | Brian Kalin O'Connell | Christian Taylor    | 22 februari 2014      |                           | 4.19      |
| 114         | 6             | "The Rise of Clovis"  | Danny Keller          | Christian Taylor    | 22 februari 2014      |                           | 4.20      |
| 115         | 7             | "Crisis at the Heart" | Steward Lee           | Christian Taylor    | 22 februari 2014      |                           | 4.21      |
| 116117      | 89            | "The Disappeared"     | Steward LeeBosco Ng   | Jonathan W. Rinzler | 1 mars 2014           |                           | 5.165.17  |
| 118         | 10            | "The Lost One"        | Brian Kalin O'Connell | Christian Taylor    | 1 mars 2014           |                           | 5.18      |
| 119         | 11            | "Voices"              | Danny Keller          | Christian Taylor    | 1 mars 2014           |                           | 5.19      |
| 120         | 12            | "Destiny"             | Kyle Dunlevy          | Christian Taylor    | 7 mars 2014           |                           | 5.20      |
| 121         | 13            | "Sacrifice"           | Steward Lee           | Christian Taylor    | 7 mars 2014           |                           | 5.21      |